# James Presley Ball
James Presley Ball, Sr., né en 1825 dans le comté de Frederick (Virginie), et mort le 4 mai 1904 à Honolulu, est un photographe afro-américain, abolitionniste et homme d’affaires.

## Biographie
James Presley Ball naît en 1825 dans le comté de Frederick en Virginie, de William et Susan Ball. Ses parents sont des américains nés libres et d’origine africaine.
Il apprend la photographie au daguerréotype auprès de John B. Bailey de Boston, qui, comme James Presley Ball, est « un homme libre de couleur ». Il ouvre un atelier de daguerréotype d’une pièce à Cincinnati, Ohio, en 1845. L’entreprise n’étant pas prospère, il travaille comme daguerréotypiste itinérant, s’installant brièvement à Pittsburgh, en Pennsylvanie, puis à Richmond, en Virginie en 1846 pour développer un atelier plus prospère près du State Capitol building.
En 1847, il repart pour l’Ohio, toujours en tant que daguerréotypiste itinérant. Il s’installe à Cincinnati en 1849 et ouvre un atelier où son frère Thomas Ball devient opérateur,. La galerie, connue sous le nom de « Ball’s Daguerrean Gallery of the West » ou « Ball’s Great Daguerrean Gallery of the West », s’élève « d’une petite galerie à l’une des grandes galeries du Midwest ». À partir de 1854 et « pendant environ quatre ans », Robert Seldon Duncanson travaille dans l’atelier de James Presley Ball pour retoucher des portraits et colorier des tirages photographiques . Le Pictorial Drawing-Room Companion de Gleason en 1854 décrit la galerie comme présentant 187 photographies de James Presley Ball et 6 peintures de Duncanson  ; en outre, la galerie est « pleine d’élégance et de beauté », avec des murs « bordés de feuilles d’or et de fleurs », des meubles « de chef-d’œuvre », un piano et des miroirs.
Pendant ce temps, James Presley Ball ouvre la galerie « Ball and Thomas » avec son beau-frère Alexander Thomas. En 1855, il publie un pamphlet abolitionniste accompagné d’une peinture panoramique de 600 mètres de long intitulée Mammoth Pictorial Tour of the United States Comprising Views of the African Slave Trade ; Duncanson a probablement participé à la réalisation du tableau,,. En 1855, les daguerréotypes de James Presley Ball sont exposés à l’Ohio State Fair et à l’Ohio Mechanics Annual Exhibition. En 1856, il voyage en Europe. La galerie Ball and Thomas est détruite par une tornade en mai 1860, mais elle est reconstruite plus tard avec l’aide de la communauté .
Au cours des années 1870, il met fin à son partenariat avec Thomas et déménage à Greenville, Mississippi ; Vidalia, Louisiane ; Saint Louis, Missouri ; puis Minneapolis, Minnesota, où il ouvre un nouvel atelier ,. En 1887, l’atelier est connu sous le nom de « J. P. Ball & Son, Artistic Photographers » ; le fils de James Presley Ball s’appelle James Presley Ball, Jr. . En septembre 1887, il devient le photographe officiel de la célébration du 25e anniversaire de la Proclamation d’émancipation
En octobre 1887, il déménage à nouveau, cette fois à Helena dans le Montana, où l’atelier « JP Ball & Son » est créé. En 1894, il devient actif en politique à Helena ; par exemple, il est proposé pour un poste de coroner du comté, qu’il refuse. L’une des séries de photographies remarquables que James Presley Ball a prises pendant son séjour à Helena concerne William Biggerstaff (un Afro-Américain) avant, pendant et après sa pendaison en 1896 pour meurtre,.
En 1900, la famille Ball déménage probablement à Seattle, Washington, où il ouvre le « Globe Photo Studio ». Il est possible qu’il ait déménagé à Portland dans l’Oregon, en 1901 . La famille déménage à Honolulu en 1902 où James Presley Ball meurt le 4 mai 1904.

## Œuvres

### Livre
- (en) Ball's Splendid Mammoth Pictorial Tour of the United States : Comprising Views of the African Slave Trade; of Northern and Southern Cities; of Cotton and Sugar Plantations; of the Mississippi, Ohio and Susguehanna Rivers, Niagara Falls, A. Pugh, 1855, 56 p. (présentation en ligne)

### Photographies
Parmi les sujets des portraits photographiques de James Presley Ball figurent Phineas Taylor Barnum, Charles Dickens, Henry Highland Garnet, la famille d'Ulysses S. Grant, Jenny Lind et la reine Victoria,,. Les techniques utilisées pour « toutes les photographies connues de J. P. Ball » en 1993 comprenaient principalement des daguerréotypes et des tirages à l'albumine (par exemple, sous forme de cartes de visites). En 1992, la Swann Galleries (en) a vendu un daguerréotype de 1851 réalisé par James Presley Ball et représentant trois façades de magasins à Cincinnati pour 63 800 dollars, ce qui constituait à l'époque le record mondial du prix le plus élevé payé pour un daguerréotype aux enchères.
Son travail photographique est conservé, entre autres, par les institutions suivantes ,: Schomburg Center for Research in Black Culture, Cincinnati Art Museum, Cincinnati Historical Society, George Eastman House, Library of Congress, Montana Historical Society, Ohio State University, et University of Washington.